# Live Cream Volume II
Live Cream Volume II je výběrový živák britské skupiny Cream, který vyšel roku 1972.
Toto druhé oficiální live album zachycuje kapelu na jejím úplném vrcholu a na písních, které jsou zde nahrány, je to znát. První tři kousky pocházejí z oaklandského vystoupení v říjnu 1968, ostatní nahrávky byly pořízeny (stejně jako na prvním live albu) v březnu téhož roku v San Francisku. Album otevírá „pěkně od podlahy“ skladba "Deserted Cities of the Heart", které zdařile sekundují rozjeté "White Room", "Tales of Brave Ulysses" či "Sunshine of Your Love".
Z pohledu běžného posluchače je předností této desky fakt, že obsahuje skladby Cream v „poslouchatelné“ délce, které nejsou, s výjimkou poslední písně "Steppin' Out", neúnosně natahovány instrumentálními vyhrávkami jednotlivých členů kapely. Živá hudba Cream je tak tady zaznamenána ve velmi přirozeném provedení, které svou energií musí uchvátit každého i po více než třiceti letech od pořízení těchto nahrávek.

## Seznam skladeb

### Strana 1
1. "Deserted Cities of the Heart" (Jack Bruce, Pete Brown) – 4.33
2. "White Room" (Bruce, Brown) – 5.40
3. "Politician" (Bruce, Brown) – 5.08
4. "Tales of Brave Ulysses" (Eric Clapton, Martin Sharp) – 4.46

### Strana 2
1. "Sunshine of Your Love" (Clapton, Bruce, Brown) – 7.25
2. "Steppin' Out" (James Bracken) – 13.28 (Mistitled as "Hideaway" on original LP pressings)

Stopa 5 byla nahraná 9. března, 1968 ve Winterland Ballroom, San Francisco.

Stopy 4 & 6 byly nahrány 10. března, 1968 ve Winterlandu, San Francisco.

Stopy 1, 2 & 3 nahrány 4. října, 1968 v Oakland Coliseum Aréně, v Oaklandu.

## Sestava
- Jack Bruce – baskytara, zpěv, harmonika
- Eric Clapton – kytara, zpěv
- Ginger Baker – bicí, perkuse, zpěv